# Apperson

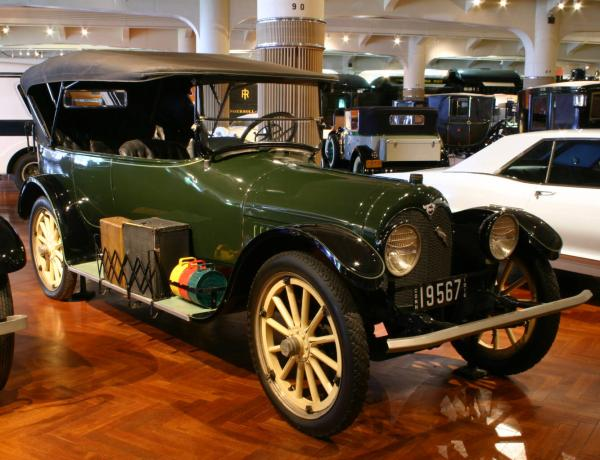
Apperson Jack Rabbit Touring Car 1916.

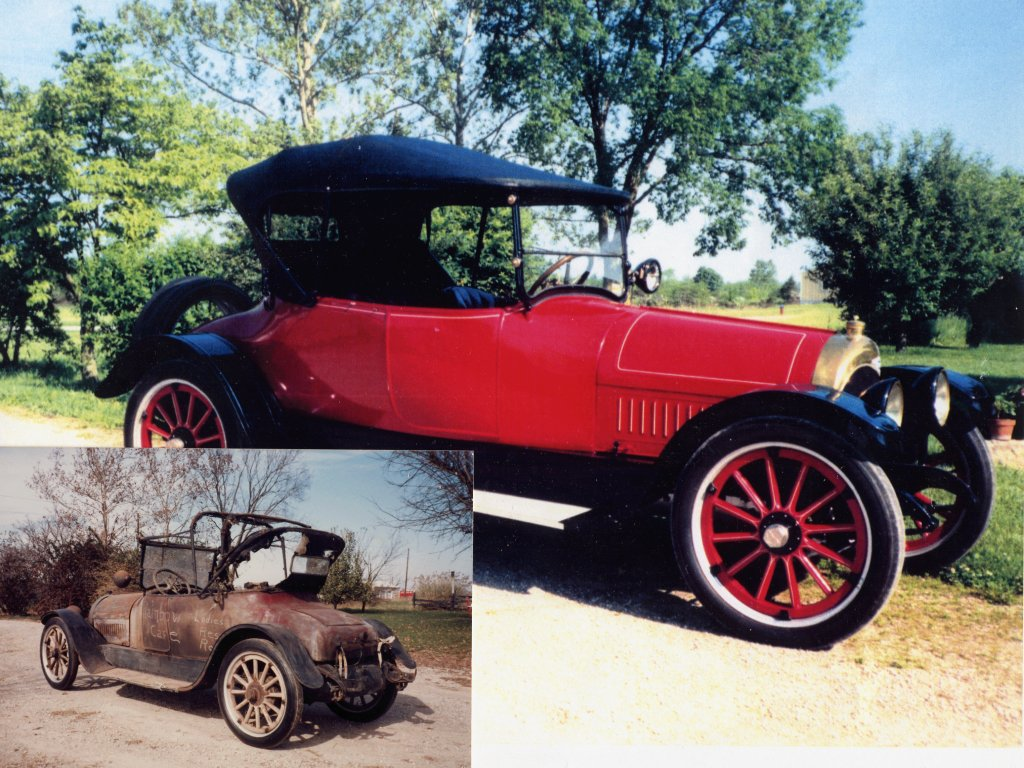
Apperson Chummy Roadster.

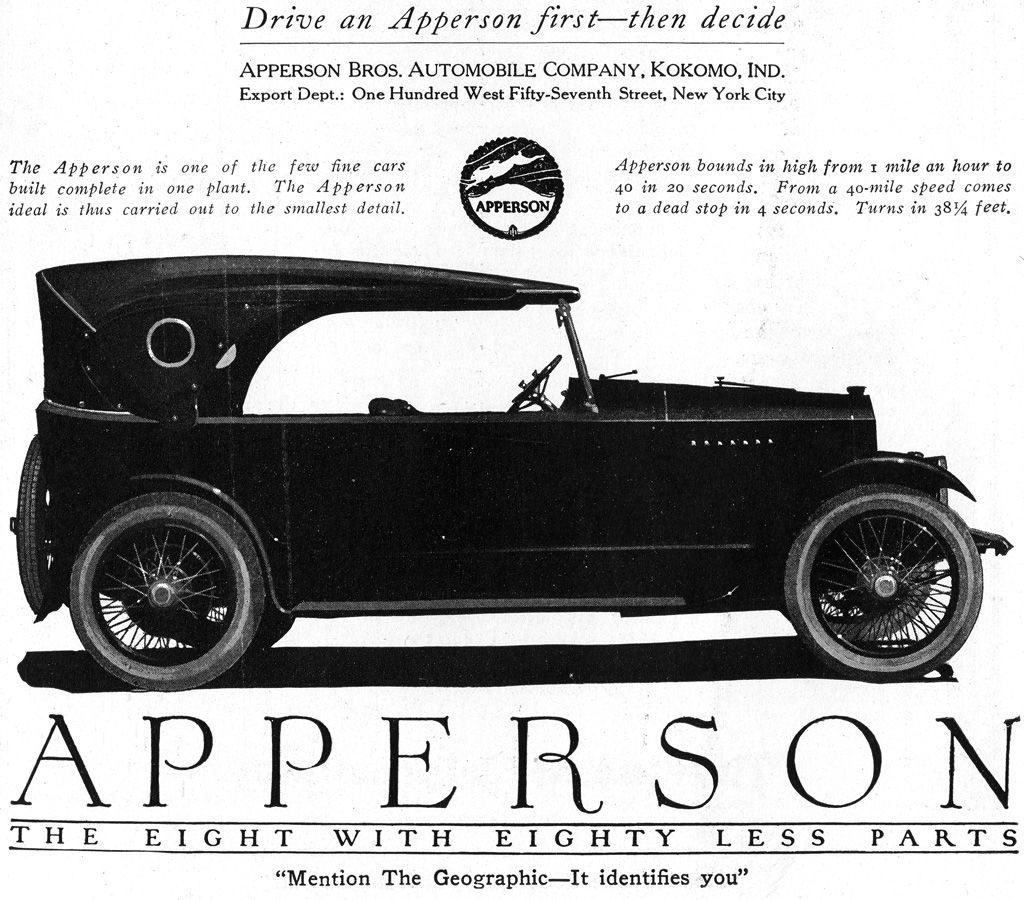
Publicité Apperson de 1920.

Apperson était une marque d'automobile américaine fabriquée de 1901 à 1926 à Kokomo dans l'Indiana.

## Historique de l'entreprise
La société a été fondée par les frères Edgar et Elmer Apperson peu après leur départ de Haynes-Apperson ; pendant un certain temps, ils ont continué à utiliser un moteur bicylindre à plat monté en FR, suivi d'un quatre cylindres horizontal.

## Voitures Apperson
En 1904, Apperson proposa des quatre cylindres verticaux dans deux modèles. L'Apperson Touring Car de 1904 était un modèle de voiture de tourisme. Équipé d'un tonneau, le véhicule pouvait accueillir 6 passagers et était vendu 6000 US$. Le moteur avec quatre cylindres en ligne à montage vertical, situé à l'avant de la voiture, produisait 40 ch (29,8 kW) . Une transmission à 4 vitesses a été installée. La voiture à châssis en acier pesait 2800 livres (1270 kg). L'empattement était de 96 pouces. L'Apperson avait des feux électriques, une nouveauté pour l'époque, et utilisait un radiateur cellulaire moderne. La version de (18,6 kW) pesait 1800 livres (816 kg) et se vendait 3500 US$.
En 1906, la société a catalogué un quatre cylindres de 95 ch (71 kW)  à 10 500 $. L'année suivante, le premier des célèbres speedsters Jackrabbit est sorti de la ligne; c'était un 60 ch (45 kW) vendu 5 000 $. Pendant un certain temps, toute la gamme était connue sous le nom de "Jack Rabbit" - en 1913, un quatre cylindres de 32.4 ch (24 kW) et un six cylindres de 33,7 ch (25 kW) étaient proposés, suivit en 1914 d'un 33,8 ch (25 kW) V-8 à 90 degrés de 5,5 L (5502 cc/335 en 3 ) .

## Modèles d'avions routiers introduits
En 1916, la société a annoncé la production du "Roadplane" six et huit cylindres. Le terme "Roadplane" ne faisait pas référence à un modèle spécifique mais était un concept marketing conçu par Elmer Apperson qui a été appliqué à la "Chummy Roadster" et à la voiture "Touring". Elmer a pris la décision inhabituelle de breveter le design "Chummy Roadster" (voir: "US Patent 48359" ).
Le "Silver-Apperson", conçu par Conover T. Silver, a été lancé en 1917; le modèle était connu sous le nom de  Type 8-18  "Anniversary" après 1919. Une berline propriétaire à six cylindres de 3.2 L (3243 cc/197 en 3 ) apparaît en 1923, et un huit cylindres Lycoming est proposé à partir de 1924.

## Fin de production
En 1924, Apperson et Haynes perdaient tous deux des ventes; une rumeur de remariage a échoué et Apperson ferme définitivement ses portes malgré l'introduction de freins aux quatre roues sur les modèles de 1926.